# آلو چاپ
آلو چاپ میان‌وعده‌ای است که منشأ آن شبه‌قارهٔ هند است. آلو چاپی، از سیب‌زمینی آب‌پز و ادویه‌های مختلف تهیه می‌شود. این غذا در ایالت‌های بیهار، اودیشا، آسام، جارکند و بنگال غربی و در بنگلادش طبخ می‌شود. این غذا در دسته غذای خیابانی جای دارد و در زمان چای در ایالت بنگال غربی خورده می شود. 
«آلو» به معنای سیب زمینی است و کلمه «چاپ» به معنای یک کتلت کوچک سرخ شده یا کراکت در زبان بنگالی است. این غذا به صورت گرم و همراه با برنجک، فلفل تند و گاهی سس و سالاد سرو می‌شود. آلو چاپ یک غذای اصلی ماه رمضان در بنگلادش و یک جایگزین گیاهی و معادل آلو تیکی است.